# Министерство сельского хозяйства Казахстана
Министерство сельского хозяйства Республики Казахстан (каз. Қазақстан Республикасы Ауыл шаруашылығы министрлігі)— является государственным органом Республики Казахстан, осуществляющим руководство в сферах агропромышленного комплекса, орошаемого земледелия и мелиорации, земельных ресурсов, а также в пределах, предусмотренных законодательством, межотраслевую координацию государственных органов в сфере деятельности, отнесенной к его компетенции.
Деятельность министерства регулируется «Положением о Министерстве сельского хозяйства Республики Казахстан», утверждённым постановлением Правительства Республики Казахстан от 6 апреля 2005 года № 310.

## Основными задачами являются
1) формирование и реализация аграрной и региональной политики государства, стратегических планов, государственных и иных программ и проектов в регулируемой сфере, а именно в области агропромышленного комплекса, сельского, рыбного и водного хозяйства, охраны воспроизводства и использования растительного и животного мира, особо охраняемых природных территорий и вопросов развития сельских территорий, земледелия, семеноводства и регулирования рынка зерна, государственной поддержки обязательного страхования в растениеводстве, защиты и карантина растений, ветеринарии, обрабатывающей промышленности в части производства пищевых продуктов, включая напитки (кроме алкогольной продукции и этилового спирта), кожи (дубление и отделка), хлопка-волокна и переработки шерсти, сельскохозяйственного машиностроения (кроме крупного), технического оснащения агропромышленного комплекса, животноводства, мелиорации, ирригации и дренажа, сельскохозяйственной науки;
2) формирование основ создания конкурентоспособного сельскохозяйственного товаропроизводства, обеспечение продовольственной безопасности и мобилизационной готовности Республики Казахстан;
3) обеспечение государственного контроля, надзора и управления в регулируемой сфере, за исключением сферы лесного, охотничьего, рыбного и водного хозяйства, особо охраняемых природных территорий и вопросов развития сельских территорий;
4) информационно-консультационное обеспечение агропромышленного комплекса.

## Ведомства
- Комитеты:
- Комитет по управлению земельными ресурсами,
- Комитет ветеринарного контроля и надзора,
- Комитет государственной инспекции в агропромышленном комплексе.
- Департаменты:
- Департамент международного сотрудничества
- Управление мобилизационной подготовки
- Департамент стратегического планирования и анализа
- Департамент внутреннего аудита
- Департамент производства и переработки животноводческой продукции
- Департамент производства и переработки растениеводческой продукции
- Департамент трансграничных рек
- Департамент ветеринарной, фитосанитарной и пищевой безопасности
- Департамент инвестиционной политики
- Департамент юридической службы
- Департамент кадрового и административного обеспечения
- Департамент финансового обеспечения
- Управление по защите государственных секретов
- Департамент по связям с общественностью
- Департамент развития государственных услуг и цифровизации АПК

## Подведомственные организации
- Акционерное общество «Национальный холдинг „КазАгро“» (слияние с НУХ "Байтерек" 15 марта 2021 года)
- Акционерное общество «КазАгроИнновация» (реорганизовано в НАО "Национальный аграрный научно-образовательный центр" в 2015 году)
- РГП «Фитосанитария»
- Ассоциация «Агросоюз Казахстана»
- РГП на ПХВ «Национальный референтный центр по ветеринарии» Комитета ветеринарного контроля и надзора Министерства Сельского хозяйства Республики Казахстан
- РГП на ПХВ «Республиканская ветеринарная лаборатория» Комитета ветеринарного контроля и надзора Министерства Сельского хозяйства Республики Казахстан
- ГУ «Республиканский противоэпизоотический отряд» Комитета государственной инспекции в агропромышленном комплексе Министерства сельского хозяйства Республики Казахстан

## Руководство
В состав руководства министерства входят:
- Сапаров Айдарбек Сейпеллович — Министр
- Султанов Азат Сиражиддинович — Вице-Министр
- Бердалин Амангалий Бисенбаевич — Вице-Министр
- Тасжуреков Ербол Куанышевич — Вице-Министр
- Бекбауов Баглан Абдашимович - Вице-Министр
- Оразаев Марат Аблахатович — Руководитель аппарата

## Руководители

### Министры сельского хозяйства Казахской ССР
1. Ахмет Даулбаев (1947—1952)
2. Ахмет Мамбетов (1952—1953)
3. Фазыл Карибжанов (1953—1954)
4. Григорий Мельник (1954—1956)
5. Андрей Бородин (1957)
6. Михаил Рогинец (1957—1961)
7. Хайдар Арыстанбеков (1961—1962)
8. Абдирахим Еламанов (1962—1964)
9. Виктор Субботин (1964—1965)
10. Михаил Рогинец (1965—1971)
11. Михаил Моторико (1971—1985)
12. Жаныбек Карибжанов (1988—1991)

### Министры сельского хозяйства Казахстана (с октября 1991 года)
1. 12.1990-02.1992 Двуреченский Валентин Иванович[4]
2. 02.1992-10.1993 Турсумбаев Балташ Молдабаевич[5]
3. 10.1993-06.1994 Кулагин Сергей Витальевич[6]
4. 06.1994-03.1996 Карибжанов Жаныбек Салимович[7]
5. 03.1996-01.1998 Ахымбеков Серик Шаяхметович[8]
6. 01.1998-09.1998 Кулагин Сергей Витальевич
7. 09.1998-01.1999 Нуркиянов Толеухан Муратханович[9][10]
8. 01.1999-07.1999 Карибжанов Жаныбек Салимович[7]
9. 07.1999-05.2001 Мынбаев Сауат Мухаметбаевич
10. 05.2001-05.2004 Есимов Ахметжан Смагулович[11][12]
11. 05.2004-08.2005 Умбетов Серик Абикенович[13][14]
12. 08.2005-01.2006 Мырзахметов Аскар Исабекович[15]
13. 01.2006-04.2008 Есимов Ахметжан Смагулович[16]
14. 04.2008-04.2011 Куришбаев Ахылбек Кажигулович[17][18]
15. 04.2011-05.2016 Мамытбеков Асылжан Сарыбаевич
16. 05.2016-12.2017 Аскар Мырзахметов[19]
17. 12.2017-02.2019 Шукеев Умирзак Естаевич[20]
18. 02.2019-07.2021 Омаров Сапархан Кесикбаевич[21]
19. 09.2021-09.2023 Карашукеев Ербол Шыракпаевич[22]
20. 04.09.2023- Сапаров Айдарбек Сейпеллович[23]